# 丹尼尔·克雷格
丹尼爾·罗頓·克雷格，CMG（1968年3月2日—）是一名英國男演員。克雷格曾於英國國立青年劇院受訓，並於1991年畢業於倫敦的市政廳音樂及戲劇學院，以舞台劇開啟他的職業生涯。他的電影處女作為《小子要自強》（1992年）。早期，克雷格還曾參演過動作冒險電視劇《蘇洛》、歷史戰爭電視劇《夏普的老鷹》、迪士尼電影《神氣威龍》（1995年）和傳記片《伊莉莎白》（1998年）。
1998年至2005年，克雷格出演了英國電視電影《情迷畫色》（1998年）、獨立戰爭片《終極戰役》（1999年）、劇情片《戀戀瘋男》（2000年）《非法正義》（2002年）、犯罪驚悚片《雙面任務》（2004年）及史蒂芬·史匹柏的《慕尼黑》（2005年）等。2005年10月，克雷格獲選成為虛構英國特務詹姆士·龐德 / 007的第六任演員，並主演了他的首部007電影《007首部曲：皇家夜總會》，該片於2006年11月上映。雖然最初有人不滿由克雷格來飾演龐德，但他首次詮釋龐德的表現廣受好評，並入圍英國電影學院獎（BAFTA）最佳男主角獎。《007首部曲：皇家夜總會》在當時成為龐德系列中的票房冠軍。
接著，克雷格又出演了三部龐德電影，分別為《007量子危機》（2008年）、《007：空降危機》（2012年）及《007：惡魔四伏》（2015年），其中《007：空降危機》是現時龐德系列電影中最賣座的一部。2006年，克雷格加入美國電影藝術與科學學會。自從擔任龐德的演員以來，他仍繼續在其他電影中飾演主角，包括二戰電影《聖戰家園》（2008年）、科幻片《星際飆客》（2011年）、改編自史迪格·拉森小說的懸疑驚悚片《龍紋身的女孩》（2011年）及犯罪片《羅根好好運》（2017年）等。克雷格曾以龐德的形象與英國女王伊麗莎白二世一同出席2012年夏季奧林匹克運動會的開幕典禮。
2021年9月，他獲封為皇家海軍榮譽中校。英國海軍特意封丹尼爾與電影主角相同的榮譽軍階，以彰顯他對英軍的支持。

## 早年生活
丹尼爾·罗頓·克雷格（Daniel Wroughton Craig）於1968年3月2日出生於英格蘭柴郡的切斯特。他的母親卡羅爾·奧莉維亞（Carol Olivia，娘家姓威廉斯）為一名藝術老師，父親蒂莫西·約翰·罗頓·克雷格（Timothy John Wroughton Craig）是弗羅德舍姆的一間酒吧及塔珀利的長靴客棧（Boot Inn）的房東，也曾是英國商隊海軍的少尉。克雷格家族能追溯到遙遠的法國胡格諾派。胡格諾部長丹尼爾·切米爾和威廉·伯納比皆是他的祖先。克雷格的中間名「罗頓」來自於他的曾祖母葛蕾斯·瑪托達·罗頓（Grace Matilda Wroughton）。
克雷格成長於威勒爾半島，並在默西賽德郡的弗羅德舍姆和霍伊萊克完成初級教育。11+升學考試失敗後，他與姊姊莉（Lea，生於1965年）一同就讀默西賽德郡西柯比的希爾博高中。父母離婚後，克雷格與他的妹妹和母親同居，並搬家至默西賽德郡的利物浦。在完成義務中學教育後，16歲克雷格以預科學生的身分短暫就讀卡爾戴·格蘭奇文法學校。他還代表霍伊萊克參加橄欖球聯盟。
克雷格在六歲開始於學校演出，並藉由與母親一同出席利物浦市中心附近的，開啟正式演出生涯。16歲時，克雷格獲准進入國立青年劇院，離開學校並搬至倫敦，在那裡他於餐館兼職以賺取學費。後來，經由多次嘗試在戲劇學校試鏡，他獲准進入位於巴比肯的市政廳音樂及戲劇學院。在科林·麥科馬克門下學習三年後，克雷格於1991年畢業。

## 事業

### 早期事業與突破
克雷格飾演的第一個影視角色為1992年電影《小子要自強》中的一名阿非利卡人。1993年11月，他出演了東尼·庫許納的戲劇作品《天使在美國》。同年，克雷格還出演了電視劇《蘇洛》、《百勝天龍》和《心跳》各一集，以及《扔下死驢子》、《弦外之音》和《夏普的老鷹》。接著，克雷格出演了一部迪士尼電影《神氣威龍》（1995年）。1996年，他與克里斯多福·艾克斯頓、吉娜·麥奇與馬克·史壯一同出演電視劇《我們北方的朋友們》，飾演喬爾迪（Geordie）。外界認為該劇是克雷格的突破之作。同年，克雷格客串HBO電視劇《魔界奇譚》的一集，並出演英國廣播公司（BBC）的一部電視電影《Saint-Ex》。1997年，他主演了一部法國和德國合拍的劇情片《迷戀》，該片講述一名男人（克雷格飾演）與一對夫妻之間的三角戀情。
1998年，克雷格出演了三部電影：獨立劇情片《愛與恨》、傳記劇情片《伊莉莎白》及BBC的電視電影《情迷畫色》。隔年，克雷格出演電視電影《Shockers: The Visitor》及講述第一次世界大戰的獨立戰爭片《終極戰役》。2000年，他在劇情片《戀戀瘋男》中飾演一位患有精神分裂症的男子。同一年，克雷格與東妮·克莉蒂合演了一部黑色喜劇《豪華旅館》，並出演了講述作家兼環保運動家庫奇·高門一生的電影《夢遊非洲》。
2001年，克雷格在改編自電玩《古墓奇兵》的同名電影中，飾演女主角蘿拉·卡芙特（安潔莉娜·裘莉飾演）的男友。此外，他還出演了改編自小說《榮譽之劍》的同名電視電影及多段式電影《十分鐘前：小號響起》中的一段。克雷格於2002年出演了山姆·曼德斯執導的電影《非法正義》，飾演一位犯罪組織首領的兒子。同年他還在BBC電視電影《哥本哈根》中詮釋德國物理學家維爾納·海森堡。該片講述海森堡於第二次世界大戰期間參與德國核武器開發計畫的故事。舞台劇方面，克雷格於2002年9月至11月間在皇家宮廷劇院演出卡羅·邱吉爾的作品《數字》。克雷格因該作入圍《倫敦標準晚報》舞台劇獎最佳男主角獎。隔年，他在電影《瓶中美人》中飾演詩人泰德·休斯。該片講述休斯與另一位詩人希薇亞·普拉斯的愛情故事。除了《瓶中美人》外，克雷格還演了另一部2003年電影《母親的春天》，飾演一位與女友的年邁母親有染的男人。
2004年，克雷格主演了由馬修·范恩執導的犯罪驚悚片《雙面任務》，他在片中飾演一名稱為「XXXX」的古柯鹼供應商。《洛杉磯時報》的影評人凱文·克拉斯特（Kevin Crust）稱讚克雷格的演技「令人驚艷」，而《芝加哥太陽報》的羅傑·伊伯特則認為他「相當迷人」。接著，克雷格主演了《紅氣球之戀》，飾演一位在目睹致命意外後與一位陌生人展開危險感情的男人。克雷格於2005年陸續出演了三部電影，第一部為安德林·布洛迪與綺拉·奈特莉主演的驚悚片《顫慄時空》，第二部是匈牙利電影《非關命運》，他在片中客串一名美國陸軍，第三部則是由史蒂芬·史匹柏導演的電影《慕尼黑》，克雷格在該片中飾演一名南非司機，為獵殺1972年慕尼黑慘案嫌犯的小組的成員。同年，他還出演了一部BBC電視電影《大間諜》，飾演一名學者。該片改編自羅伯特·哈里斯創作的同名小說。

### 2005年至今：飾演詹姆士·龐德

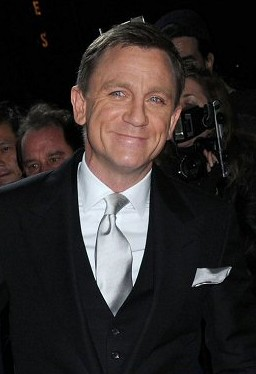
克雷格出席《007量子危機》於2008年11月在美國紐約舉行的首映禮

2005年，EON製作公司有意挑選克雷格擔任新詹姆士·龐德演員，便聯繫了他。克雷格表示自己發覺到龐德系列電影的挑戰，並視龐德為「賺了很多錢的大機器」。克雷格稱自己的目標是為角色帶來更多的「情感深度」。由於他出生於1968年，使其成為首位在龐德電影系列開始和小說作家伊恩·弗萊明去世後才出生的龐德演員。該決定受到了人們的反彈，在整個製片期間，人們藉由網路表達了不滿，並威脅要抵制電影。某些抗議者認為，5英尺10英寸（178）且金髮的克雷格不符合前幾任龐德演員詮釋出的高大、黝黑且英俊的龐德形象。雖然該選擇具有爭議，但許多演員公開表態支持，如前任龐德演員皮爾斯·布洛斯南、提摩西·達頓、喬治·拉贊貝、史恩·康納萊和羅傑·摩爾。曾是該角人選的克萊夫·歐文也發言捍衛克雷格。
克雷格描述他對身為反英雄的龐德的描繪：「我在飾演這個角色時一直自問：『我是好人還只是個為好人工作的壞人？』畢竟，龐德的角色是一名殺手。我不曾演過這樣一個黑暗面不該被探討的角色。我不認為這應當作為令人困惑的電影結局，但看電影時你應該質疑他究竟是誰」。克雷格說他最喜歡的前任龐德演員是史恩·康納萊，但表示「我絕不模仿或複製別人。這對我來說是個毫無意義的舉動」。他個人最喜歡的龐德電影是《第七號情報員續集》（1963年）。

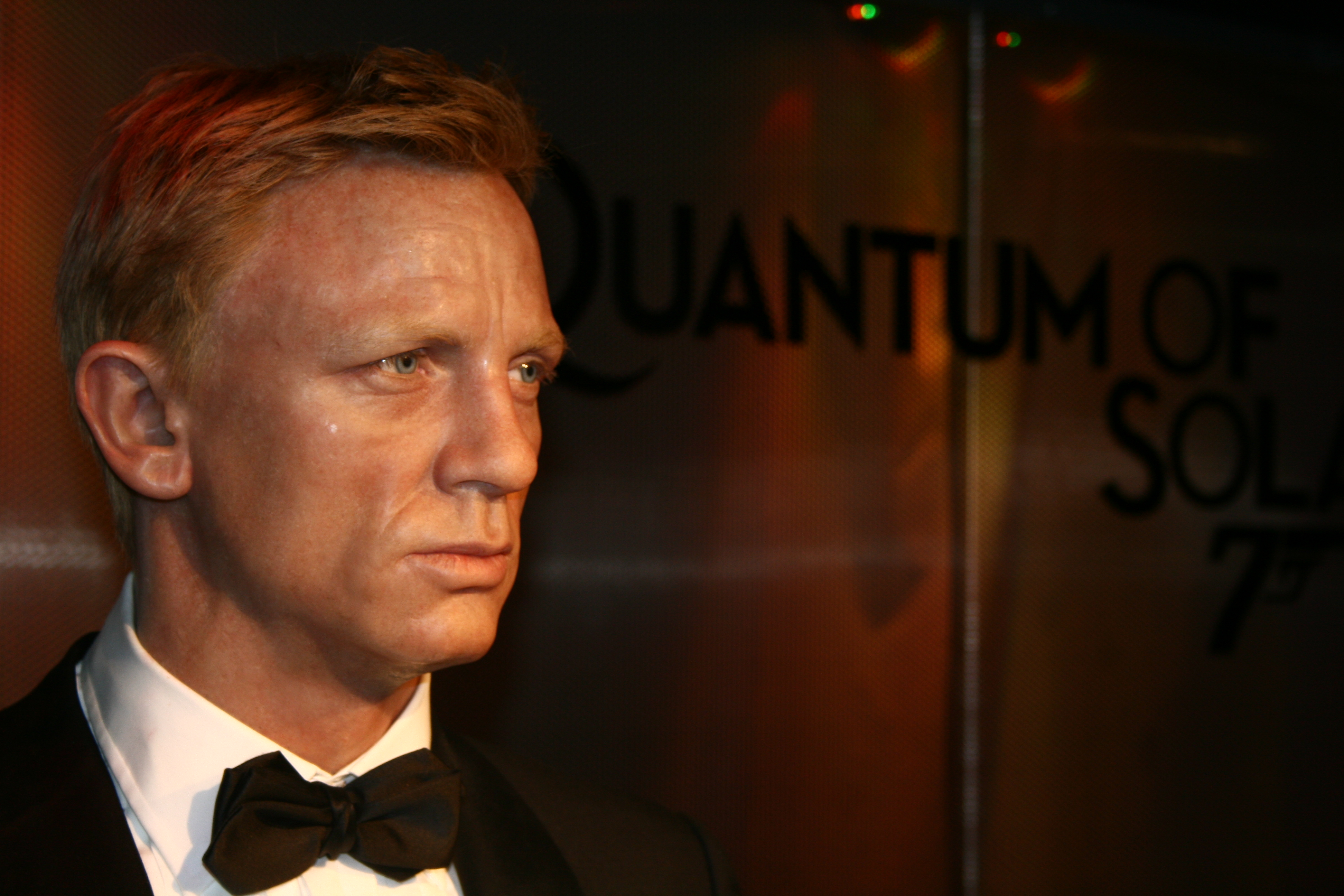
位在杜莎夫人蠟像館的丹尼爾·克雷格雕像

克雷格出演的首部龐德電影《007首部曲：皇家夜總會》於2006年11月16日在英國上映，全球票房達5.942億美元，成為當時最賣座的龐德電影。該片收穫普遍影評人的讚譽，克雷格的演出也廣受好評。克雷格在2006年還拍了兩部電影，一為講述作家楚門·卡波提生平的劇情片《柯波帝：冷血污名》（飾演殺人犯佩瑞·史密斯），二為法國動畫片《黑暗文藝復興》（擔任主角的英文版配音員）。美國電影藝術與科學學會於2006年向克雷格發出了入會邀請。2006年，據報導，克雷格將繼續在接下來兩部電影中再度飾演龐德。2007年10月底，米高梅宣布，克雷格已簽約參演第四部龐德電影。
2007年，他與妮可·基嫚一同主演科幻恐怖片《恐怖拜訪》。該片是第四部改編自傑克·芬利小說《人體入侵者》的電影，所獲評價多為負面。同年，克雷格也出演了根據菲力普·普曼小說改編的電影《黃金羅盤》，飾演艾塞列公爵。《007首部曲：皇家夜總會》續集《007量子危機》於2008年10月31日在英國上映，所獲評價有好有壞。除此之外，克雷格2008年還與艾米麗雅·福克斯主演了劇情片《舊愛，還是最美》，飾演一名好萊塢男星；以及《聖戰家園》，飾演於二次世界大戰期間在白俄羅斯森林拯救了1,200人的猶太抵抗戰士圖維亞·別爾斯基。
2009年9月10日至12月6日，他與休·傑克曼在傑拉德·舍恩菲爾德劇院合演百老匯舞台劇《連綿之雨》。克雷格的演技獲得《紐約時報》的讚賞。2010年8月，克雷格簽約出演由大衛·芬奇執導、根據史迪格·拉森所著小說《龍紋身的女孩》改編的同名電影，飾演記者麥可·布隆維斯特。該片叫好又叫座。2011年，克雷格與瑞秋·懷茲、娜歐蜜·華茲和馬頓·索柯斯合演吉姆·謝里丹執導的心理驚悚片《靈異豪宅》。該片在評價和票房方面表現都不佳。同年，克雷格還與哈里遜·福特和奧利維亞·魏爾德共同主演美國科幻西部片《星際飆客》，該片根據史考特·麥切爾·羅森伯格的同名2006年漫畫改編。在史蒂芬·史匹柏執導的動畫片《丁丁歷險記》（2011年）中，克雷格聲演了海盜薩卡林（Sakharine）和薩卡林的祖先紅海盜（Red Rackham）。
2012年7月27日，克雷格以龐德的形象護送英國女王伊麗莎白二世乘直升機抵達2012年夏季奧林匹克運動會的開幕典禮現場，隨後與伊麗莎白二世（已換上特技演員）從直昇機一躍而下，並打開以英國國旗為圖案的降落傘，與此同時全場響起龐德電影的主題曲。同年9月8日，龐德的製片商宣布克雷格已簽約出演未來的兩部龐德系列電影，意味著他將至少在五部電影中飾演龐德。該決定使克雷格成為僅次羅傑·摩爾（出演七部電影）和史恩·康納萊（出演六部電影）後擔任龐德演員並出演最多部電影的演員。克雷格於2012年10月6日擔任美國深夜直播電視喜劇小品《週六夜現場》的主持人。克雷格的第三部龐德電影《007：空降危機》於2012年10月23日上映，正逢首部龐德電影《第七號情報員》（1962年）發行50週年。該片的全球票房為11.08億美元，超越《007首部曲：皇家夜總會》，成為龐德系列電影中最賣座的一部。接著，克雷格和妻子瑞秋·懷茲合演百老匯舞台劇《背叛》（Betrayal）。該劇於2013年10月開始演出，持續到2014年1月為止。儘管評價有好有壞，《背叛》的票房仍達1,750萬美元，成為2013年票房第二高的百老匯舞台劇。
接著，克雷格出演了考特尼·亨特執導的法庭劇情片《完全真相》。但在2014年4月，拍攝開始前的幾天，他因未知原因退出電影，後由基努·李維於6月接手。2014年9月，在不可征服運動會舉行之前，克雷格與其他藝人和運動員一同在宣傳影音中宣讀詩「Invictus」。克雷格的第四部龐德電影《007：惡魔四伏》於2014年12月開拍，2015年10月26日上映。演完《007：惡魔四伏》後，克雷格表示自己不會再演下一部龐德電影。2015年，他在《星際大戰》七部曲《STAR WARS：原力覺醒》中客串飾演一名帝國風暴兵。接著，克雷格出演了史蒂芬·索德柏的導演作品《羅根好好運》（2017年），電影講述一對兄弟在全國運動汽車競賽協會（NASCAR）競賽期間行搶。2017年8月，據報導，一度表示不會出演再演龐德電影的克雷格將回歸出演第25部龐德電影《007：生死交戰》。該片由凯瑞·福永執導（丹尼·鮑伊因意見分歧而退出），是龐德系列電影中由美國導演執導的第一部，同時也是克雷格演的最後一部龐德電影，將於2020年4月2日上映。克雷格出演該片的片酬達5,000萬英鎊，是五部裡最高。2018年9月，據報導，克雷格將出演雷恩·強生執導的懸疑片《鋒迴路轉》。該片定於2019年11月27日在美國上映。
截止至2018年年底，克雷格是全好萊塢片酬最高的男演員，其次則是巨石強森。

## 個人生活

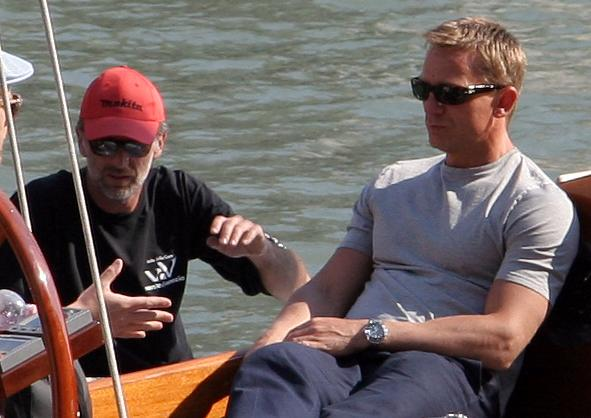
2006年6月，克雷格與麥克·G·威爾森在威尼斯拍攝《007首部曲：皇家夜總會》時的休息期間

1992年，克雷格與女演員菲奧娜·勞登（Fiona Loudon）結婚，並育有一個女兒艾拉。婚姻在1994年以離婚告終。離婚後，他與海克·瑪卡琪約會7年，於2001年結束關係。克雷格隨後在2005年至2010年和電影製片人薩茨基·米切爾（Satsuki Mitchell）約會。
克雷格與女演員瑞秋·懷茲是多年的朋友，並合演了電影《靈異豪宅》。他們於2010年12月開始約會，2011年6月22日結婚，私人婚禮於美國紐約市舉行，共有四位賓客出席，其中包含克雷格18歲的女兒和懷茲5歲的兒子。2008年10月，克雷格花費400萬英鎊改造位於倫敦攝政公園附近的櫻草花山的一棟老房子。他還在雅士谷郊外的森寧希爾有一棟房子。克雷格是英格蘭足球超級聯賽利物浦足球俱樂部的粉絲、橄欖球迷和前球員，曾於2013年前往澳大利亞觀看不列顛和愛爾蘭雄獅的巡迴賽，2018年妻子誕下一女。

## 作品列表

### 電影
| 年份   | 標題                      | 角色                                 | 附註           |
| ------ | ------------------------- | ------------------------------------ | -------------- |
| 1992年 | 《小子要自強》            | Sgt. Jaapie Botha 賈皮·博塔中士      |                |
| 1995年 | 《神氣威龍》              | Master Kane 凱恩                     |                |
| 1997年 | 《迷戀》                  | John McHale 約翰·麥黑爾              |                |
| 1998年 | 《愛與恨》                | James Lynchehaun 詹姆士·林恩切豪恩   |                |
| 1998年 | 《伊莉莎白》              | 約翰·巴拉德                          |                |
| 1999年 | 《終極戰役》              | Sgt. Telford Winter 達佛·溫德爾中士  |                |
| 2000年 | 《戀戀瘋男》              | Ray 雷                               |                |
| 2000年 | 《豪華旅館》              | Ronald Blanche 羅納德·布蘭奇         |                |
| 2000年 | 《夢遊非洲》              | Declan Fielding 戴克·菲爾丁          |                |
| 2001年 | 《古墓丽影》              | Alex West                            |                |
| 2002年 | 《十分鐘前：小號響起》    | Cecil 賽希爾                         |                |
| 2002年 | 《非法正義》              | Connor Rooney 康納·魯尼              |                |
| 2003年 | 《瓶中美人》              | 泰德·休斯                            |                |
| 2003年 | 《母親的春天》            | Darren 狄倫                          |                |
| 2004年 | 《雙面任務》              | XXXX                                 |                |
| 2004年 | 《紅氣球之戀》            | Joe 喬                               |                |
| 2005年 | 《顫慄時空》              | Rudy Mackenzie 魯迪·麥肯齊           |                |
| 2005年 | 《非關命運》              | 美國陸軍                             |                |
| 2005年 | 《慕尼黑》                | Steve 史提夫                         |                |
| 2006年 | 《黑暗文藝復興》          | Barthélémy Karas 巴泰勒米·卡拉斯     | 配音           |
| 2006年 | 《柯波帝：冷血污名》      | 佩瑞·史密斯                          |                |
| 2006年 | 《007首部曲：皇家夜總會》 | 詹姆士·龐德                          |                |
| 2007年 | 《恐怖拜訪》              | Ben Driscoll 班·達瑞斯柯爾           |                |
| 2007年 | 《黃金羅盤》              | 艾塞列公爵                           |                |
| 2008年 | 《舊愛，還是最美》        | Joe Scot 喬·史考特                   |                |
| 2008年 | 《007量子危機》           | 詹姆士·龐德                          |                |
| 2008年 | 《聖戰家園》              | Tuvie Bielski 圖維亞·別爾斯基        |                |
| 2011年 | 《星際飆客》              | Jake Lonergan 傑克·羅納根            |                |
| 2011年 | 《靈異豪宅》              | Will Atenton／Peter Ward 威爾·艾登頓 |                |
| 2011年 | 《丁丁歷險記》            | 伊邦·伊萬諾維奇·薩卡林／紅色拉克姆   | 配音和動作捕捉 |
| 2011年 | 《地球生靈》              | 旁白                                 |                |
| 2011年 | 《龍紋身的女孩》          | 麥可·布隆維斯特                      |                |
| 2012年 | 《007：空降危機》         | 詹姆士·龐德                          |                |
| 2015年 | 《007：惡魔四伏》         | 詹姆士·龐德                          | 兼任製片人     |
| 2015年 | 《STAR WARS：原力覺醒》   | 帝國風暴兵JB-007                     | 客串           |
| 2017年 | 《羅根好好運》            | Joe Bang 喬·班                       |                |
| 2017年 | 《暴動之城》              | Obie Harding 奧比·哈定               |                |
| 2019年 | 《鋒迴路轉》              | Benoit Blanc 貝諾瓦·白朗             |                |
| 2021年 | 《007：生死交戰》         | 詹姆士·龐德                          |                |
| 2022年 | 《鋒迴路轉：抽絲剝繭》    | 貝諾瓦·白朗                          |                |
| 2024年 | 《酷儿》                  | Lee 李                               |                |
| 2025年 | 《鋒迴路轉：亡者歸來》    | 貝諾瓦·白朗                          |                |

### 電視
| 年份   | 標題                                    | 角色                                            | 附註                                      |
| ------ | --------------------------------------- | ----------------------------------------------- | ----------------------------------------- |
| 1993年 | 《蘇洛》                                | Lt. Hidalgo 希迪亞哥中尉                        | 2集                                       |
| 1993年 | 《扔下死驢子》                          | Fixx 費科斯                                     | 劇集：〈George and His Daughter〉         |
| 1993年 | 《百勝天龍》                            | Schiller 席勒                                   | 劇集：〈Palestine, October 1917〉         |
| 1993年 | 《弦外之音》                            | Joe Rance 喬·瑞斯                               | 第二季                                    |
| 1993年 | 《心跳》                                | Peter Begg 彼得·貝格                            | 劇集：〈A Chilly Reception〉              |
| 1993年 | 《第二螢幕》                            | Lt. Guth 古斯中尉                               | 劇集：〈Genghis Cohn〉                    |
| 1993年 | 《夏普的老鷹》                          | Lt. Berry 貝瑞中尉                              | 電視電影                                  |
| 1996年 | 《我們北方的朋友們》                    | Geordie Peacock 喬爾迪·皮卡                     | 迷你劇                                    |
| 1996年 | 《魔界奇譚》                            | Barry 貝瑞                                      | 劇集：〈Smoke Wrings〉                    |
| 1996年 | 《Saint-Ex》                            | Guillaumet 格拉麥特                             | 電視電影                                  |
| 1996年 | 《Kiss and Tell》                       | Matt Kearney 麥特·科爾尼                        | 電視電影                                  |
| 1996年 | 《摩爾·弗蘭德斯》                       | James "Jemmy" Seagrave 詹姆斯·「吉米」·希格雷夫 | 電視電影                                  |
| 1997年 | 《飢渴》                                | Jerry Pritchard 傑瑞·普瑞查                     | 劇集：〈Ménage à Trois〉                  |
| 1997年 | 《冰屋》                                | DS Andy McLoughlin DS 安迪·麥洛克林             | 電視電影                                  |
| 1998年 | 《情迷畫色》                            | George Dyer 喬治·代爾                           | 電視電影 愛丁堡國際影展獎英國演員最佳演出 |
| 1999年 | 《Shockers: The Visitor》               | Richard 李察                                    | 電視電影                                  |
| 2001年 | 《榮譽之劍》                            | Guy Crouchback 蓋·克羅奇貝克                    | 電視電影                                  |
| 2002年 | 《哥本哈根》                            | 維爾納·海森堡                                   | 電視電影                                  |
| 2005年 | 《大間諜》                              | Christopher Kelso 克里斯多福·凱爾索             | 電視電影                                  |
| 2012年 | 《週六夜現場》                          | 主持人                                          | 劇集：〈丹尼爾·克雷格／謬思合唱團〉       |
| 2014年 | 《超級英雄聯合起來幫助BBC有需要的兒童》 | 旁白                                            | 配音；電視電影                            |

### 電子遊戲
| 年份   | 遊戲名稱                    | 配音角色    |
| ------ | --------------------------- | ----------- |
| 2008年 | 《詹姆士龐德007：量子危機》 | 詹姆士·龐德 |
| 2010年 | 《黃金眼007》               | 詹姆士·龐德 |
| 2010年 | 《詹姆士龐德007：血石》     | 詹姆士·龐德 |
| 2012年 | 《007：傳奇》               | 詹姆士·龐德 |

## 獎項與提名
| 年份   | 獎項               | 類別                              | 獲提名電影                | 結果 |
| ------ | ------------------ | --------------------------------- | ------------------------- | ---- |
| 1999年 | 英國獨立電影獎     | 最佳男主角                        | 《終極戰役》              | 提名 |
| 2000年 | 英國獨立電影獎     | 最佳男主角                        | 《戀戀瘋男》              | 獲獎 |
| 2004年 | 英國獨立電影獎     | 最佳男主角                        | 《母親的春天》            | 提名 |
| 2004年 | 倫敦影評人協會獎   | 年度英國男演員                    | 《母親的春天》            | 提名 |
| 2004年 | 歐洲電影獎         | 最佳男主角                        | 《母親的春天》            | 提名 |
| 2004年 | 歐洲電影獎         | 最佳男主角                        | 《雙面任務》              | 提名 |
| 2004年 | 帝國獎             | 最佳男主角                        | 《雙面任務》              | 提名 |
| 2005年 | 倫敦影評人協會獎   | 最佳男主角                        | 《紅氣球之戀》            | 提名 |
| 2005年 | 英國獨立電影獎     | 最佳男主角                        | 《紅氣球之戀》            | 提名 |
| 2005年 | 歐洲電影獎         | 最佳男主角                        | 《紅氣球之戀》            | 提名 |
| 2006年 | 獨立精神獎         | 最佳男配角                        | 《柯波帝：冷血污名》      | 提名 |
| 2007   | 帝國獎             | 最佳男主角                        | 《007首部曲：皇家夜總會》 | 獲獎 |
| 2007   | 英國標準晚報電影獎 | 最佳男主角                        | 《007首部曲：皇家夜總會》 | 獲獎 |
| 2007   | 土星獎             | 最佳男主角                        | 《007首部曲：皇家夜總會》 | 提名 |
| 2007   | 聖喬迪獎           | 最佳外國男演員                    | 《007首部曲：皇家夜總會》 | 獲獎 |
| 2007   | 英國電影學院獎     | 最佳男主角                        | 《007首部曲：皇家夜總會》 | 提名 |
| 2008年 | 帝國獎             | 最佳男演員                        | 《007量子危機》           | 提名 |
| 2011年 | 尖叫獎             | 最佳科幻男主角                    | 《星際飆客》              | 提名 |
| 2012年 | 大不列顛獎         | 英國年度藝術家                    |                           | 獲獎 |
| 2013年 | 評論家選擇獎       | 最佳動作片男主角                  | 《007：空降危機》         | 獲獎 |
| 2013年 | 帝國獎             | 最佳男主角                        | 《007：空降危機》         | 提名 |
| 2013年 | MTV電影大獎        | 最佳打鬥（與歐拉·拉波瑟共同獲得） | 《007：空降危機》         | 提名 |
| 2013年 | MTV電影大獎        | 最佳無上裝表演                    | 《007：空降危機》         | 提名 |
| 2013年 | 倫敦影評人協會獎   | 最佳男主角                        | 《007：空降危機》         | 提名 |
| 2013年 | 土星獎             | 最佳男主角                        | 《007：空降危機》         | 提名 |
| 2014年 | 黃金時段艾美獎     | 最佳旁白                          | 《地球生靈》              | 提名 |
| 2015年 | 評論家選擇獎       | 最佳動作片男主角                  | 《007：惡魔四伏》         | 提名 |
| 2016年 | 廣播影評人協會獎   | 最佳動作片男主角                  | 《007：惡魔四伏》         | 提名 |